# باستور لوبيز
باستور لوبيز (بالإسبانية: Pastor López)‏ هو موسيقي ومغني وملحن كولومبي وفنزويلي، ولد في 15 يونيو 1944 في باركيسيميتو في فنزويلا، وتوفي في 5 أبريل 2019 في كوكوتا في كولومبيا بسبب الأمراض الدماغية الوعائية.

## وصلات خارجية
- الموقع الرسمي
- باستور لوبيز على موقع ميوزك برينز (الإنجليزية)
- باستور لوبيز على موقع أول ميوزيك (الإنجليزية)
- باستور لوبيز على موقع ديسكوغز (الإنجليزية)